# برادوی (کارولینای شمالی)
بردوی (به انگلیسی: Broadway) شهری در ایالت کارولینای شمالی کشور ایالات متحده آمریکا است که جمعیت آن در سرشماری سال ۲۰۱۰ میلادی، ۱٬۲۲۹ نفر بوده‌است.